# Сивілла Кумська, Еней і перевізник Харон (картина)
Сиві́лла Ку́мська, Ене́й і переві́зник Харо́н — картина італійського художника Джузеппе Марія Креспі, представника Болонської школи. Зберігається у Віденському Художньо-історичному музеї.

## Замовник з Австрії
Близько 1700 року на замовлення австрійського полководця  Євгена Савойського Джузеппе Креспі створив «Кентавра Хірона, що навчає молодого Ахіллеса володіти луком і стрілами» та «Сивіллу Кумську, Енея та перевізника Харона».
Дикий кентавр Хірон, міцний і по-звірячому великий, вийшов у Креспі жорстоким і грубим. Адже він втілював жорстокість стихійних сил природи і війни.
Зовсім інші почуття панують в другій картині. На Креспі наче зійшов дух світлих образів Стародавньої Греції чи Риму.  Креспі запозичив сюжет з поезії Овідія,

## Шедевр Креспі. Опис твору
До міфологічного сюжету художник підійшов як до реальної сцени. Глядач наче сам перебуває в човні Харона чи дуже близько він нього. Харон — могутній богатир, що перевозить душі померлих. Скільки він вже перевіз і ще перевезе. Він байдуже чекає, коли наступні двоє зайдуть. Але вони якісь незвичні, вояк в обладунках і жінка в нетутешній сукні. Сукня дивує простим строкатим візерунком і тонким полотном. Закутана голова свідчить, що жінка ретельно готувалася до подорожі. В її руці чаклунська гілочка, що робить безпечним шлях героя. Вона - саме сяйво, серед кремезних чоловіків на полотні — найпривітніша постать, адже робить добро, якого так мало в суворому світі.

## Сюжет за міфами
Еней мав чимало вимушених блукань світом перед тим як виконати завдання богів з Олімпа. Ті розділилися на окремі партії, кожна з яких переслідує власні наміри, ніяк не узгоджені з іншими. Так, ревнива дружина Зевса Гера - ненавидить героя. Тому насилає буревій на човни Енея, коли той наблизився до берегів Лація. І буревій відкинув човни до берегів Африки, до Карфагена. Там Еней зустрів царицю Дідону і вони покохали один одного. Кохання героя ніяк не входило в наміри Зевса, адже той піклувався про заснування самого Рима. Герой повинен покинути кохану, про що Енея сповістить Меркурій (Гермес), виконуючи волю Зевса. Еней страждає, але нічого не може вдіяти проти Рока, всемогутнього бога долі, влади над яким не мають навіть боги Олімпа. Зажурений, він покидає кохану і дістається Італії і міста Куми, де зустрічає сивіллу Кумську, ворожку-провидицю. Аби визнати власну долю, разом з сивіллою Кумською вони здійснюють небезпечну подорож в підземне царство. Сивілла чаклунка, тому має забезпечити безпеку герою і той зустріне в підземному царстві тінь Анхіза. Від Анхіза герой дізнається, що дістанеться Лація, заснує Рим і нову династію, що забезпечить новій державі величне майбутнє.
Креспі обрав для власної картини момент, коли герой і сивілла роблять перший крок на човен Харона, починаючи небезпечну подорож в потойбічний світ.

## Значення творів Креспі
Значення творів Креспі лежить поза колористичними якостями живопису. Вони привертають увагу не яскравими фарбами, а сюжетами або поетичним настроєм, сумом, захопленням музикою, радістю від дарунків літа (фрески палацу Пеполі в місті Болонья). В творчому надбанні Креспі картина стала поетичним твором, спорідненим з поезіями самого Овідія.